# 費爾普萊 (加利福尼亞州)
費爾普萊（英語：Fair Play）是位於美國加利福尼亞州埃爾多拉多縣的一個非建制地區。該地的面積和人口皆未知。

## 地理
費爾普萊的座標為38°35′37″N 120°39′28″W / 38.59361°N 120.65778°W，而該地的平均海拔高度為710米（即2329英尺）。